# Werner Heisenberg
Werner Karl Heisenberg (pronunciado /ˈvɛʁnɐ kaʁl ˈhaɪ̯zn̩ˌbɛʁk/ (escucharⓘ)) (Wurzburgo, Reino de Baviera; 5 de diciembre de 1901 - Múnich, Baviera; 1 de febrero de 1976)fue un físico teórico alemán y uno de los pioneros clave de la mecánica cuántica.
Publicó su trabajo en 1925 en el artículo revolucionario Über quantentheoretische Umdeutung kinematischer und mechanischer Beziehungen. En la serie posterior de artículos con Max Born y Pascual Jordan, durante el mismo año, se elaboró sustancialmente su formulación matricial de la mecánica cuántica. Es conocido por formular el principio de incertidumbre, que publicó en 1927. Este principio afirma que es imposible medir simultáneamente de forma precisa la posición y el momento lineal de una partícula. Heisenberg fue galardonado con el Premio Nobel de Física de 1932 «por la creación de la mecánica cuántica».
Participó activa y voluntariamente en la vida académica de la Alemania nacional socialista.

## Biografía
Nació el 5 de diciembre de 1901 en Würzburgo y estudió en la Universidad de Múnich. En 1923 fue ayudante del físico alemán Max Born en la Universidad de Gotinga, y desde 1924 a 1927 obtuvo una beca de la Fundación Rockefeller para trabajar con el físico danés Niels Bohr en la Universidad de Copenhague. En 1927 fue nombrado profesor de física teórica en la Universidad de Leipzig y posteriormente fue profesor en las universidades de Berlín (1941-1945), Gotinga (1946-1958) y Múnich (1958-1976). En 1941 ocupó el cargo de director del Instituto Kaiser Wilhelm de Física, que en 1946 pasó a llamarse Instituto Max Planck de Física.
Estuvo a cargo de la investigación científica del Proyecto Uranio de la bomba atómica alemana durante la II Guerra Mundial. Bajo su dirección se intentó construir un reactor nuclear en el que la reacción en cadena se llevara a cabo con tanta rapidez que produjera una explosión, pero estos intentos no alcanzaron éxito. Estuvo preso en Inglaterra después de la guerra.
En 1925 comenzó a desarrollar un sistema de mecánica cuántica, denominado mecánica matricial, en el que la formulación matemática se basaba en las frecuencias y amplitudes de las radiaciones absorbidas y emitidas por el átomo y en los niveles de energía del sistema atómico.
El principio de incertidumbre desempeñó un importante papel en el desarrollo de la mecánica cuántica y en el progreso del pensamiento filosófico moderno. En 1932, Heisenberg fue galardonado con el Premio Nobel de Física. Entre sus numerosos escritos se encuentran Los principios físicos de la teoría cuántica, Radiación cósmica, Física y filosofía e Introducción a la teoría unificada de las partículas elementales.

## Trayectoria científica

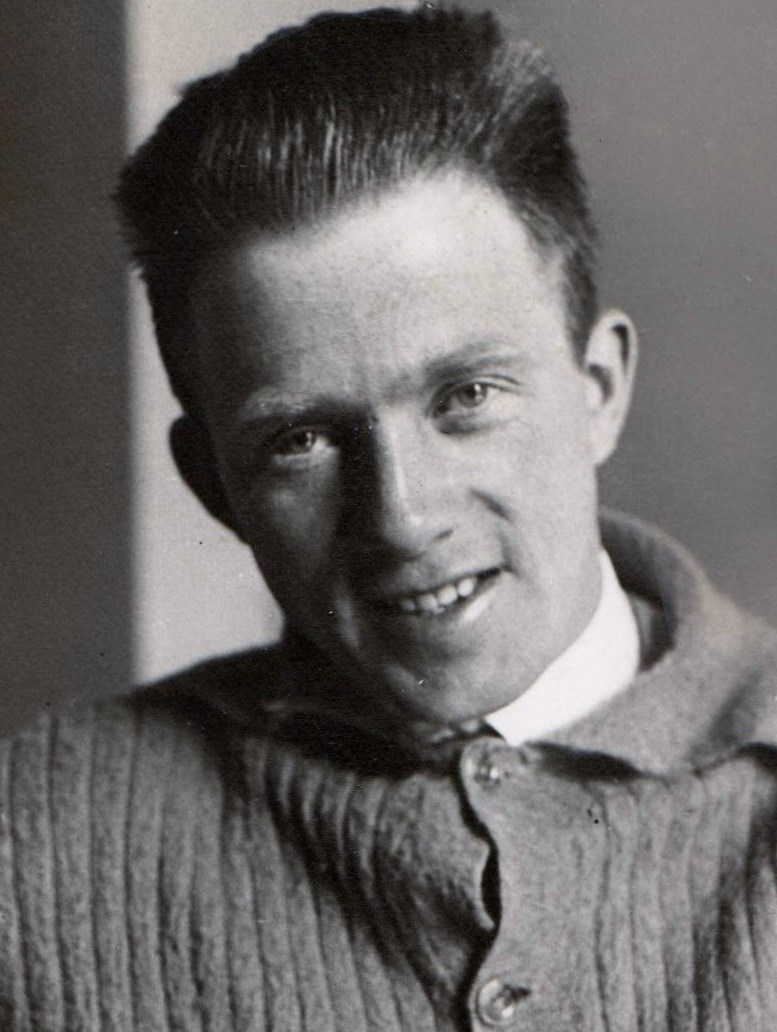
Heisenberg en 1926.

Inclinado desde joven hacia las matemáticas, y en menor medida hacia la física, intenta en 1920 empezar un doctorado en matemática pura, pero Ferdinand von Lindemann lo rechaza como alumno porque está próximo a jubilarse. Le recomienda hacer sus estudios de doctorado con el físico Arnold Sommerfeld como supervisor, quien lo acepta de buen grado. Tiene como compañero de estudios a Wolfgang Pauli.
Durante su primer año toma esencialmente cursos de matemáticas con la idea de trabajar en teoría de números apenas tuviera la oportunidad, pero poco a poco empieza a interesarse por la física teórica. Intenta trabajar en la Teoría de la Relatividad de Einstein y Pauli le aconseja que se dedique a la Teoría Atómica en la que todavía había gran discrepancia entre teoría y experimento.
Obtiene su doctorado en 1923 y enseguida viaja a Gotinga, donde el trabaja como asistente de Max Born. En 1924 viajó a Copenhague y conoció a Niels Bohr.
Durante sus estudios en la Universidad de Múnich, Heisenberg se decantó decididamente por la física, sin renunciar a su interés por la matemática pura. En aquellos momentos, no obstante, la física se consideraba esencialmente una ciencia experimental y la falta de habilidad de Heisenberg para los trabajos de laboratorio complicarían el proceso de su doctorado. Arnold Sommerfeld, su director de tesis, reconocía sus extraordinarias capacidades para la física matemática pero había una cierta oposición a su graduación por causa de su inexperiencia en física experimental. Finalmente, Heisenberg se doctoró en 1923, presentando un trabajo sobre turbulencia de los fluidos. En estos años de doctorado conoció a Wolfgang Pauli, con quien colaboraría estrechamente en el desarrollo de la mecánica cuántica.
De Múnich, Heisenberg pasó a la Universidad de Gotinga, en donde enseñaba Max Born y en 1924 pasó al Instituto de Física Teórica de Copenhague dirigido por Niels Bohr. Allí Heisenberg conoció entre otros prominentes físicos a Albert Einstein e inició su período más fecundo y original, que dio como resultado la creación de la mecánica de matrices. Este logro se vería reconocido con la consecución del Premio Nobel de Física del año 1932.

## Mecánica matricial
En 1925, Heisenberg inventa la mecánica cuántica matricial. Lo que subyace en su aproximación al tema es un gran pragmatismo. En vez de concentrarse en la evolución de los sistemas físicos de principio a fin, concentra sus esfuerzos en obtener información sabiendo el estado inicial y final del sistema, sin preocuparse demasiado por conocer en forma precisa lo ocurrido en el medio. Concibe la idea de agrupar la información en forma de cuadros de doble entrada. Fue Max Born quien se dio cuenta de que esa forma de trabajar ya había sido estudiada por los matemáticos y no era otra cosa que la teoría de matrices. Uno de los resultados más llamativos es que la multiplicación de matrices no es conmutativa, por lo que toda asociación de cantidades físicas con matrices tendrá que reflejar este hecho matemático. Esto lleva a Heisenberg a enunciar el Principio de indeterminación.
La teoría cuántica tiene un éxito enorme y logra explicar prácticamente todo el mundo microscópico. En 1932, poco antes de cumplir los 31 años, recibe el Premio Nobel de Física por «La creación de la mecánica cuántica, cuyo uso ha conducido, entre otras cosas, al descubrimiento de las formas alotrópicas del hidrógeno».

## Actividad durante la Segunda Guerra Mundial
En 1935 intenta reemplazar a Sommerfeld, que se jubila como profesor en Múnich, pero los nazis quieren eliminar toda teoría física «judaizante», y en esa categoría entran la mecánica cuántica y la relatividad (teorías que Heisenberg enseñaba en sus clases), cuyos referentes, Max Born y Albert Einstein eran judíos, de manera que se impide su nombramiento.
En 1938, Hitler se comenzó a interesar en Heisenberg por la popularidad y el reconocimiento que había ganado, de manera que lo forzó a aceptar dirigir el intento nazi por obtener un arma atómica. De 1942 a 1945, dirigió el Instituto Kaiser Wilhelm de Física de Berlín. Durante la Segunda Guerra Mundial trabajó con Otto Hahn, uno de los descubridores de la fisión nuclear, en un proyecto de reactor nuclear. Durante muchos años subsistió la duda acerca de si este proyecto fracasó por impericia de parte de sus integrantes o porque Heisenberg y sus colaboradores se dieron cuenta de lo que Hitler podría haber hecho con una bomba atómica.

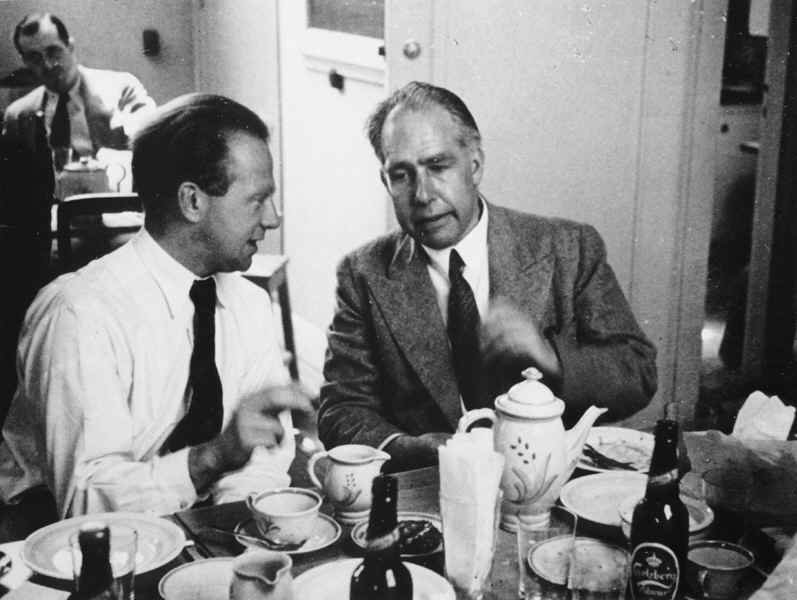
Heisenberg y Bohr en 1934.

En septiembre de 1941 Heisenberg visitó a Niels Bohr en Copenhague. En un acto que solo puede ser clasificado como traición y que ponía seriamente su vida en peligro, Heisenberg habló con Bohr sobre el proyecto de bomba atómica alemana e incluso le hizo un dibujo de un reactor. Heisenberg sabía que Bohr tenía contactos fuera de la Europa ocupada y le propuso un esfuerzo conjunto para que los científicos de ambos bandos, tanto los del proyecto de los nazis como los del proyecto Manhattan, retrasaran la investigación nuclear hasta que la guerra acabara. En junio de 1942 otro científico alemán, J. Hans D. Jensen, le dijo a Bohr en Copenhague que los científicos alemanes no estaban trabajando en una bomba nuclear, solo en un reactor.
Heisenberg y otros científicos alemanes como Max von Laue siempre afirmaron que por razones morales no intentaron construir una bomba atómica y que las circunstancias no se dieron para hacerlo. Estas declaraciones fueron amargamente denunciadas por científicos que participaron en el Proyecto Manhattan, aduciendo que Heisenberg había errado en su cálculo de la cantidad necesaria de uranio-235 y de la masa crítica para sostener la reacción.
Al final de la guerra en Europa como parte de la Operación Epsilon, Heisenberg junto con otros nueve científicos, incluyendo a Otto Hahn, Carl Friedrich von Weizsäcker y Max von Laue, fue internado en una casa de campo llamada Farm Hall en la campiña inglesa. Esta casa tenía micrófonos ocultos que grababan todas las conversaciones de los prisioneros. El 6 de agosto de 1945, a las seis de la tarde, Heisenberg y los demás científicos alemanes escucharon un informe de radio de la BBC sobre la bomba atómica de Hiroshima.
La transcripción de su conversación tras escuchar dicho informe explican los motivos por los que la bomba atómica no fue desarrollada en Alemania. «No hubiésemos tenido el coraje moral para recomendar al gobierno en la primavera de 1942 que deberían emplear 120 000 hombres solo para construir la cosa [la bomba atómica]». Parece que hubo varios motivos, entre ellos la actitud del gobierno alemán durante la guerra, los objetivos del comité de uranio y la falta de «ansiedad» de los científicos por desarrollar una bomba atómica.
A la noche siguiente, Heisenberg dio una charla a sus compañeros, a manera de informe, que incluía un estimado aproximadamente correcto de la masa crítica y de uranio-235 necesarios, además de características del diseño de la bomba. El hecho de que Heisenberg hubiera podido hacer estos cálculos en menos de dos días, le da credibilidad a su afirmación de que la razón por la que no sabía cuál era la masa crítica necesaria para una bomba atómica durante la guerra, se debía única y exclusivamente al hecho que no había intentado seriamente resolver el problema, mostrando que sus motivos éticos lo llevaron a no crear un arma y mucho menos entregársela a un grupo que causó infinidad de sufrimiento al mundo. 

## Obra y reconocimiento

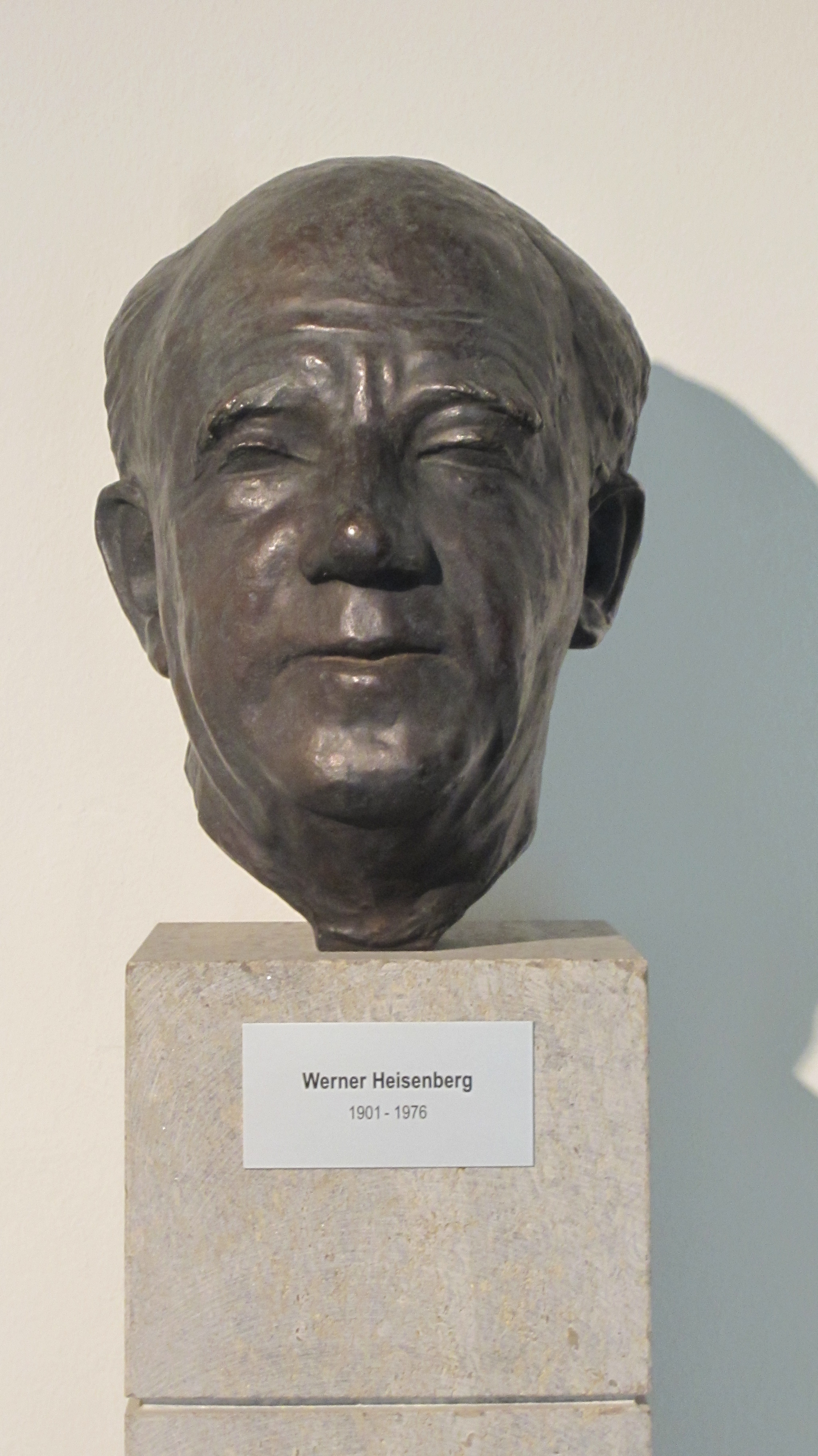
Busto de Heisenberg en el campus de la Sociedad Max Planck en Garching bei München.

Heisenberg organizó y dirigió el Instituto de Física y Astrofísica de Gotinga, que en 1958 se trasladó a Múnich, donde el científico se concentró en la investigación sobre la teoría de las partículas elementales, la estructura del núcleo atómico, la hidrodinámica de las turbulencias, los rayos cósmicos y el ferromagnetismo.
En 1970 le fue conferido el Premio Sigmund Freud de Prosa Académica.
La reunión entre Heisenberg y Niels Bohr en Copenhague es el tema del drama Copenhague de Michael Frayn, drama que ganó el Premio Tony como mejor drama del año 2000.